# Affaire Banier-Bettencourt
Ne doit pas être confondu avec Affaire Woerth-Bettencourt.
L'affaire Banier-Bettencourt est un conflit juridique opposant Françoise Bettencourt-Meyers, fille de Liliane Bettencourt, au photographe François-Marie Banier, aboutissant à la condamnation de ce dernier, ainsi que de son compagnon, Martin d'Orgeval, et de Pascal Wilhelm, avocat, pour « abus de faiblesse ».

## Contexte
En 1987, François-Marie Banier fait la connaissance de Liliane Bettencourt à l'occasion d'un portrait photographique réalisé pour le magazine Égoïste ; il devient un ami proche de la milliardaire. En 2007, après la mort de son père, alertée par des employés de sa mère, Françoise Bettencourt-Meyers découvre l'ampleur des largesses dont a bénéficié François-Marie Banier. Elle accuse ce dernier d'avoir profité de la fragilité psychologique de sa mère, alors âgée de 87 ans, pour obtenir près d'un milliard d'euros de dons sous forme de tableaux de maîtres ou de chèques, de contrats d'assurance-vie. Une enquête préliminaire a été menée sous l'autorité du procureur Philippe Courroye. Dans ce cadre, des investigations ont été menées par la Brigade financière. En 2008, celle-ci considère disposer d’éléments sérieux justifiant d’éventuelles poursuites, à partir d'un faisceau d'éléments qui « tendent à confirmer l’existence » du délit d’abus de faiblesse. Les accusations de Françoise Bettencourt-Meyers ont été rejetées par François-Marie Banier, qui assure que ces cadeaux lui ont été offerts avec le libre consentement de Liliane Bettencourt. En 2008, une tentative de conciliation entre Liliane Bettencourt, sa fille et François-Marie Banier échoue.
D'avril 2009 à mai 2010, des enregistrements ont été réalisés, clandestinement, par le majordome de Liliane Bettencourt à l'hôtel particulier de cette dernière, à Neuilly-sur-Seine. Le majordome assure ne plus supporter de « voir Madame se faire abuser par des gens sans scrupules », dont François-Marie Banier, et d'avoir eu l'idée d'enregistrer les conversations de Liliane Bettencourt dans le but de se défendre. En 2008 en effet, « plusieurs domestiques ont été licenciés après avoir témoigné de l'emprise exercée par Banier sur leur maîtresse ». Vingt-et-une heure d'écoutes ont été enregistrées sur un dictaphone puis transférées sur 28 CD-ROM avant d'être remises à Françoise Bettencourt-Meyers, qui les a transmises à la police. Une partie du contenu de ces enregistrements provoque l'affaire Woerth-Bettencourt.
Alors que Liliane Bettencourt refusait toujours de se soumettre à une expertise médicale indépendante, indiquant dans un entretien accordé au Journal du dimanche qu'elle est une « femme libre » en parfaite possession de ses facultés intellectuelles, le procès Bettencourt-Banier devait déterminer si Liliane Bettencourt était en pleine possession de ses moyens lors de ses différents dons à François-Marie Banier. Il devait s'ouvrir le 1er juillet 2010, puis a été renvoyé à la demande de l'avocat du prévenu, à la suite du versement à la justice des enregistrements clandestins par l'avocat de Françoise Bettencourt-Meyers.
Le 28 août 2010, Georges Kiejman, l'avocat de Liliane Bettencourt, a annoncé que cette dernière avait annulé la partie de son testament faisant de François-Marie Banier son légataire universel. Dans le même temps, le Conseil national de l'Ordre des médecins a annoncé vouloir entendre les médecins qui entourent Liliane Bettencourt pour vérifier s'ils ont enfreint le code de déontologie. Selon Médiapart, le professeur Gilles Brücker, exécuteur testamentaire de la milliardaire et ami d'enfance de François-Marie Banier, serait particulièrement visé. L'hebdomadaire Marianne accuse même le médecin et le photographe d'avoir « construit un impénétrable cordon sanitaire, isolant la femme la plus riche de France ».

## Perquisitions, auditions et gardes à vue

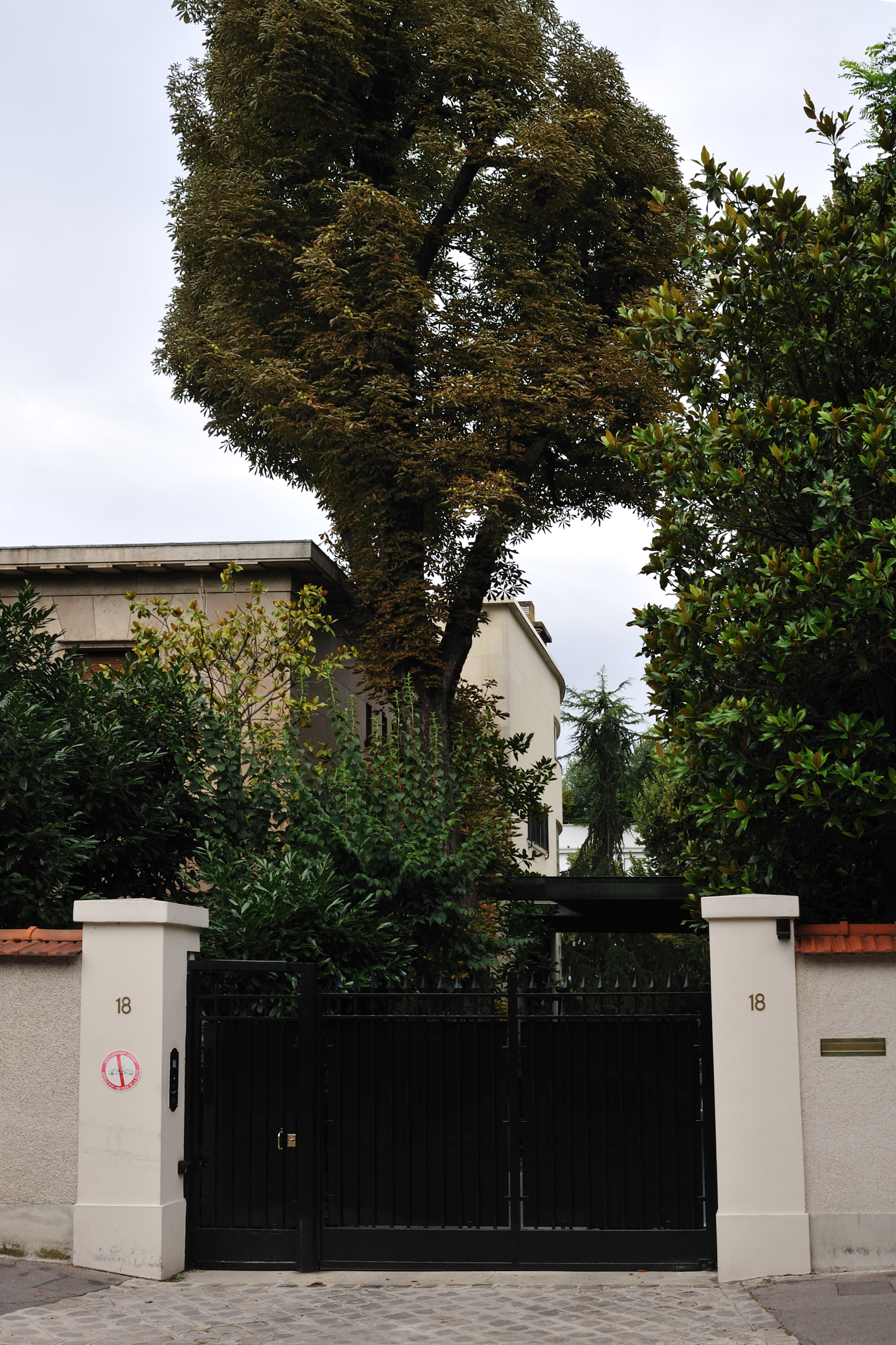
Le domicile de Liliane Bettencourt à Neuilly-sur-Seine.

Le 15 juillet 2010, Patrice de Maistre, François-Marie Banier, Fabrice Goguel, ancien avocat fiscaliste de Liliane Bettencourt et Carlos Vejarano, le gérant de l'île d'Arros, sont placés en garde à vue dans le cadre de l'enquête préliminaire concernant les soupçons de fraude fiscale, à la suite de la réalisation des enregistrements. Les autres protagonistes impliqués, Edmond Tavernier (Avocat Suisse) et son amie, Laurence Medrjevetzki (Femme d'affaires française à la tête d'une douzaine de SCI au Luxembourg et à Paris et co-gérante de l'île d'Arros) ne sont pas inquiétés,.
Le 17 juillet 2010, Le Monde divulgue des procès-verbaux d'audition et affirme que Carlos Vejarano a indiqué au cours de son audition que François-Marie Banier et le couple Bettencourt avaient fait part de leur intention d'acheter l'île d'Arros en 1998. Le journal affirme que l'île appartient à Liliane Bettencourt et que les bénéficiaires en sont François-Marie Banier et trois associations médicales. François-Marie Banier a déclaré au cours de son audition : « Cette île [d'Arros], je la déteste, elle est bourrée de moustiques, elle est minuscule, et il y fait très humide ».
Le 27 juillet 2010, Liliane Bettencourt est entendue à son domicile par la brigade financière. Au sujet de l'île d'Arros, elle déclare : « Je pense qu'elle m'appartient mais je ne peux pas le confirmer ».
Le 28 juillet 2010, la brigade financière perquisitionne le domicile de Françoise Bettencourt-Meyers dans le cadre de l'enquête sur les enregistrements clandestins réalisés au domicile de sa mère.
Le domicile de Liliane Bettencourt est perquisitionné le 1er septembre 2010, pendant sept heures, dans le cadre d'une commission rogatoire délivrée par Isabelle Prévost-Desprez. La première actionnaire du groupe L'Oréal dénonce le comportement de la juge Prévost-Desprez et les conditions dans lesquelles a été menée cette perquisition pour laquelle elle avait donné son accord (les serrures de ses coffres auraient été forcées et les chambres de ses salariés fouillées).
Par un courrier en date du 11 juillet 2007, révélé par Le Figaro le 2 septembre 2010, Françoise Bettencourt-Meyers s'engage à compléter l'indemnité de Claire Thibout en cas de licenciement et la remercie de lui avoir fait part d'informations qui « corroborent [ses] soupçons s'agissant notamment de l'attitude abusive de certaines personnes de l'entourage de Mme Bettencourt » et de l'engagement « de [lui] apporter, le moment venu, [son] concours ».
Un document daté du début 2008 est saisi lors d'une perquisition au domicile de Liliane Bettencourt. Il s'agit d'une série de conseils et de réponses toutes faites donnés à la milliardaire en cas d'interrogatoire. Ce document révèle qu'elle était au courant des points litigieux sur lesquels on pouvait l'interroger, et consolident l'hypothèse d'un abus de faiblesse de la part de son entourage.

## Rivalités au Tribunal de Nanterre
Cette affaire oppose le procureur Philippe Courroye — lui-même mis en cause dans les écoutes — à Isabelle Prévost-Desprez, présidente de la 15e chambre au TGI de Nanterre. Cette chambre examinait la citation directe pour abus de faiblesse déposée par Françoise Bettencourt-Meyers.
Selon Le Point, « Philippe Courroye, qui n'a jamais caché sa proximité avec le président Nicolas Sarkozy » s'oppose régulièrement, depuis plusieurs mois, à Mme Prévost-Desprez « sur de nombreux dossiers au sein de leur juridiction », et notamment sur la procédure judiciaire opposant Françoise Bettencourt-Meyers à François-Marie Banier. Mme Prévost-Desprez a déclaré sa formation compétente pour expertiser les écoutes, alors que le parquet de Nanterre avait déjà ouvert une enquête pour atteinte à la vie privée concernant les enregistrements pirates. Le Monde qualifie même de « guerre d'ego » leur opposition ; Mme Prévost-Desprez semble « se poser un peu plus en défenseure des juges d'instruction, » tandis que Philippe Courroye aime « à prouver son indépendance de pensée ».
Le 16 juillet, Philippe Courroye refuse de transmettre à Isabelle Prévost-Deprez les retranscriptions des enregistrements clandestins. Lors d'un entretien au Figaro, le magistrat n'a pas souhaité s'exprimer sur les raisons de son refus.
Le 14 septembre 2010, la cour d'appel de Versailles autorise Isabelle Prévost-Deprez à poursuivre ses investigations en confirmant la décision prise par le tribunal de Nanterre de mener un supplément d'enquête. Dix jours plus tard, la Cour de cassation rejette le pourvoi de Me Kiejman, ce qui oblige Philippe Courroye à transmettre toutes les pièces du dossier à la juge d'instruction.
Isabelle Prévost-Deprez convoque Liliane Bettencourt. Le 22 octobre 2010, cette dernière fait savoir, par la voix de Me Kiejman, qu'elle ne se rendra pas à la convocation. Le même jour, Le Monde révèle que le procureur Courroye a transmis à Philippe Ingall-Montagnier des éléments pouvant entraîner le dessaisissement du juge Prévost-Deprez pour « violation du secret de l'enquête » ou « violation du secret professionnel » selon les sources. À la suite de la plainte déposée par Georges Kiejman, au sujet de la publication d'un article paru dans Le Monde traitant d'une perquisition menée chez Liliane Bettencourt, Philippe Courroye affirme que l'IGS a découvert des échanges de SMS entre Isabelle Prévost-Deprez et deux journalistes du quotidien avant la publication de l'article en étudiant les relevés téléphoniques de ces derniers. Les journalistes et le directeur de la publication du journal annoncent leur intention de porter plainte. Ils affirment que le procureur a violé l'article 77-1-1 du code de procédure pénale en ne demandant pas leur autorisation avant de procéder à ces vérifications. Dans un entretien au JDD, Philippe Ingall-Montagnier annonce son intention de demander à la Cour de cassation le dépaysement de « tous ces dossiers Bettencourt ».

## Dépaysement de l'affaire
Le 17 novembre 2010, la Cour de cassation transfère l'ensemble des dossiers au tribunal de Bordeaux. L'avocat général avait requis un dépaysement plus proche, au tribunal de Paris. Les procédures concernées sont l'abus de faiblesse, la violation du secret professionnel imputée à Isabelle Prévost-Desprez et l'information judiciaire ouverte par Philippe Courroye (affaire Woerth-Bettencourt).

## Condamnations
En première instance, en 2015, le Tribunal Correctionnel de Bordeaux condamne Patrice de Maistre à 30 mois de prison, dont 12 avec sursis, ainsi que 250.000 € d'amende, outre 12.000.000 d'euros de dommages intérêts. Il renonce à faire appel de cette décision, après avoir conclu un accord avec Francoise Bettencourt-Meyers. Eric Woerth est également relaxé. François-Marie Banier est quant à lui condamné à 3 ans de prison, dont 6 mois avec sursis.
En 2016, François Marie Banier est condamné par la Cour d'Appel de Bordeaux à quatre ans d'emprisonnement avec sursis, outre 375.000 € d'amende.  Sa condamnation au titre des dommages intérêts est réduite à 1 € symbolique au regard de l'accord intervenu sur ce sujet en 2010.
Martin d'Orgeval, le compagnon de ce dernier, est condamné à 18 mois d'emprisonnement avec sursis.
Patrice Bonduelle, notaire, est relaxé. 
Pascal Wilhelm, avocat, est condamné à un an de prison avec sursis, outre une amende et 3 millions d'euros de dommages intérêts.

## Accord entre les parties sur les intérêts civils
Le 6 décembre 2010, les avocats des protagonistes de l'affaire annoncent qu'un accord a été trouvé entre Liliane Bettencourt et sa fille, Françoise Bettencourt-Meyers. Bien que les dispositions de cet accord soient « personnelles et confidentielles », la presse évoque plusieurs conséquences de cet arrangement :
- Liliane Bettencourt, sa fille et François-Marie Banier s'engagent à mettre fin aux poursuites judiciaires qu'ils ont engagées les uns contre les autres[40].
- Le mari et les enfants de Françoise Bettencourt-Meyers obtiennent une plus grande influence au sein de la holding Théthys, qui gère la fortune de Liliane Bettencourt (dont les parts du groupe L'Oréal)[40].
- Patrice de Maistre n'est plus le gestionnaire de fortune de Liliane Bettencourt[40].
- François-Marie Banier s'engage à ne plus recevoir de dons de la part de Liliane Bettencourt. Selon certains médias, il s'est également engagé à restituer deux contrats d'assurance-vie qui représenteraient un capital de 590 millions d'euros, et est écarté de l'entourage de la milliardaire (ce dernier point étant contesté par les avocats du photographe)[40],[41],[42].

La plainte pour abus de faiblesse est classée définitivement en mars 2011 par le procureur du tribunal de Bordeaux. Les procédures liées à l'affaire Woerth-Bettencourt se poursuivent et aboutissent à la condamnation de plusieurs protagonistes de l'affaire Banier-Bettencourt.

## Documentaire
L'affaire Banier-Bettencourt fait l'objet d'un documentaire en trois épisodes, L'Affaire Bettencourt : Scandale chez la femme la plus riche du monde, mis en ligne sur Netflix en novembre 2023 et qui a réuni près de 4 millions de télespectateurs en quelques jours, le plaçant en tête du palmarès des audiences.